# Bathyraja papilonifera
Bathyraja papilonifera е вид акула от семейство Arhynchobatidae.

## Разпространение и местообитание
Този вид е разпространен в Аржентина и Фолкландски острови.
Среща се на дълбочина от 675 до 1040 m.